# Providence Park
Der Providence Park ist ein Fußballstadion in der US-amerikanischen Stadt Portland im Bundesstaat Oregon. Es wurde 1926 unter dem Namen Multnomah Stadium eröffnet und 1956, 1982, 2001 renoviert. Von 2010 bis 2011 wurde die Anlage von einem Baseballfeld in ein Fußball- und American-Football-Stadion umgebaut. So werden auch weiterhin die Spiele der Portland State Vikings dort stattfinden. Das Stadion bietet seit 2019 insgesamt 25.218 Sitzplätze für die Zuschauer. Das Unternehmen Providence Health & Services, eine katholische Non-Profit-Missionsgesellschaft, die unter anderem mehrere Krankenhäuser unterhält, ist seit 2014 der Namenssponsor des Stadions.

## Geografie

### Geografische Lage
Das Areal liegt zwischen der Southwest Morrison Street, der Southwest 18th Avenue, dem Gebäude des Multnomah Athletic Club und der Southwest Salmon Street und Southwest 20th Avenue.

### Verkehrsanbindung
Die Interstate 405 verläuft in der Nähe des Stadions und wird deswegen vor Ort auch Stadium Freeway genannt. Gegenüber dem Providence Park befindet sich eine Station der MAX Light Rail, dem Stadtbahnsystem in Portland.

## Geschichte
Das Stadion wurde zwischen 1925 und 1926 im Auftrag des renommierten Multnomah Athletic Clubs errichtet. Bereits seit 1893 gab es auf diesem Grundstück diverse Sportplätze. Bekannt wurde es damals vor allem für die dort veranstaltenden Windhundrennen während der Great Depression (Große Depression). In den 1950er Jahren zogen die Portland Beavers in das Stadion ein. Vorher spielte die Baseball-Mannschaft im Vaughn Street Park, dieser wurde aber geschlossen.
In den 1960er Jahren nutzen auch die College-Mannschaften der University of Oregon und der Oregon State University das Stadion als Wettkampfstätte. Die Mannschaften trugen dort die Spiele aus, die aufgrund des Zuschauerandrangs nicht auf deren Universitätsgeländen stattfinden konnten. Zu dieser Zeit lag das Fassungsvermögen des Multnomah Stadium bei 35.000 Zuschauern, das zu dieser Zeit größte Football-Stadion in Oregon.
Am 2. September 1957 gab Elvis Presley im Multnomah Stadium eines seiner ersten Open-Air-Konzerte. Über 14.000 Zuschauer verfolgten das von Massenhysterie begleitete Konzert.
Von 1973 bis 1977 spielte die Baseball-Mannschaft Portland Mavericks in dem Stadion und von 1995 bis 2000 die Portland Rockies. 1972 bis 1982 trugen die Portland Timbers ihre Partien der North American Soccer League im Stadion aus. Auch American Football wurde hier gespielt. Das Stadion war Spielstätte der Portland Breakers aus der USFL und von Portland Storm, welche von 1973 bis 1975 in der World Football League spielten.
1977 war das mittlerweile in Civic Stadium unbenannte Stadion Schauplatz des Soccer Bowl der NASL Saison 1977. Hier traf New York Cosmos auf die Seattle Sounders. Dieses Spiel war gleichzeitig das letzte Spiel, das Pelé für Cosmos absolvierte.
Seit 2011 ist der Providence Park Schauplatz der Heimspiele des Fußball-Franchises der Portland Timbers aus der Major League Soccer (MLS). Seit 2013 trägt auch der Portland Thorns FC aus der National Women’s Soccer League (NWSL) seine Heimspiele im Stadion aus.

### Modernisierung und Umbau
Der Providence Park wurde 2001 renoviert. Der Umbau kostete 38,5 Mio. US-Dollar und beinhaltete neue V.I.P.-Räume und eine Modernisierung der Sitzplätze. Auch die Beschallungsanlage wurde auf den neuesten Stand gebracht. Es wurde aus nostalgischen Gründen eine alte Baseball-Anzeigetafel angebracht.
Ab 2011 stellt Portland ein eigenes Team in der Major League Soccer. Aus diesem Grund genehmigte die Stadt am 31. Juli 2009 weitere 31 Mio. US-Dollar um das Stadion weiter zu modernisieren und die Fassungskapazität zu steigern. Der Providence Park sollte ab diesem Zeitpunkt hauptsächlich für Fußball- und American-Football-Spiele genutzt werden. Die Bauarbeiten begannen im September 2010 und wurden bis zum Saisonstart 2011 abgeschlossen. Am 14. April 2011 trugen die Timbers ihr erstes Heimspiel dort aus.

### Ausbau
Die Portland Timbers planten aufgrund der großen Nachfrage nach Eintrittskarten den Ausbau des Providence Park. Mehr als 13.000 Interessenten stehen auf der Liste für eine Dauerkarte. Bereits Anfang 2016 plante man eine Erweiterung um 2.000 Plätze, verwarf den Plan aber wieder und konzentrierte sich auf den neuen Plan. Die Spielstätte mit zu dieser Zeit 21.144 Plätzen sollte um 3.500 Sitzplätze erweitert werden, um wenigstens einem Teil der Kartennachfrage nachzukommen.
Nach Ende der Saison 2017 begann Ende November die Turner Construction die Arbeiten an der neuen Haupttribüne im Osten für 55 Mio. US-Dollar um das Stadion um etwa 4.000 Plätze aufzustocken. Der ursprüngliche Zeitplan sah die Eröffnung für den Beginn der Saison 2019 im März vor.
Die Wiedereröffnung des Providence Park nach dem am Ende 85 Mio. US-Dollar teuren Umbau konnte jedoch erst am 1. Juni 2019 gefeiert werden. Nun haben mit 25.218 Plätzen rund 4.000 Besucher mehr Platz im Stadion. Zur ersten Partie war der Los Angeles FC in der erweiterten Arena zu Gast. Vor ausverkauftem Haus verloren die Gastgeber mit 2:3.

## Nutzung
Genutzt wird das Stadion gegenwärtig für Fußball- und American-Football-Partien. Bis zum 6. September 2010 spielten dort die Portland Beavers (Minor League Baseball). Die Portland Timbers, zuletzt in der USSF Division 2 Professional League spielend, trugen dort ihre Heimspiele aus. Die Footballmannschaften der Portland State University und der Central Catholic High School sind auch im Providence Park beheimatet.
Seit 2011 ist der Providence Park Heimstätte des MLS-Franchises Portland Timbers.
Der Providence Park war auch Austragungsort während der Fußball-Weltmeisterschaft der Frauen 1999 und 2003. 2003 fanden dort beide Halbfinalspiele statt.
Am 15. Juli 2009 fand dort auch der Austragungsort des Triple-A All-Star Game, welches alljährlich zwischen den beiden Minor-Baseball Triple A Ligen International League und Pacific Coast League stattfindet. 16.657 Zuschauer sahen das Spiel, welches seit 1991 die höchste Zuschaueranzahl bedeutete.

## Galerie

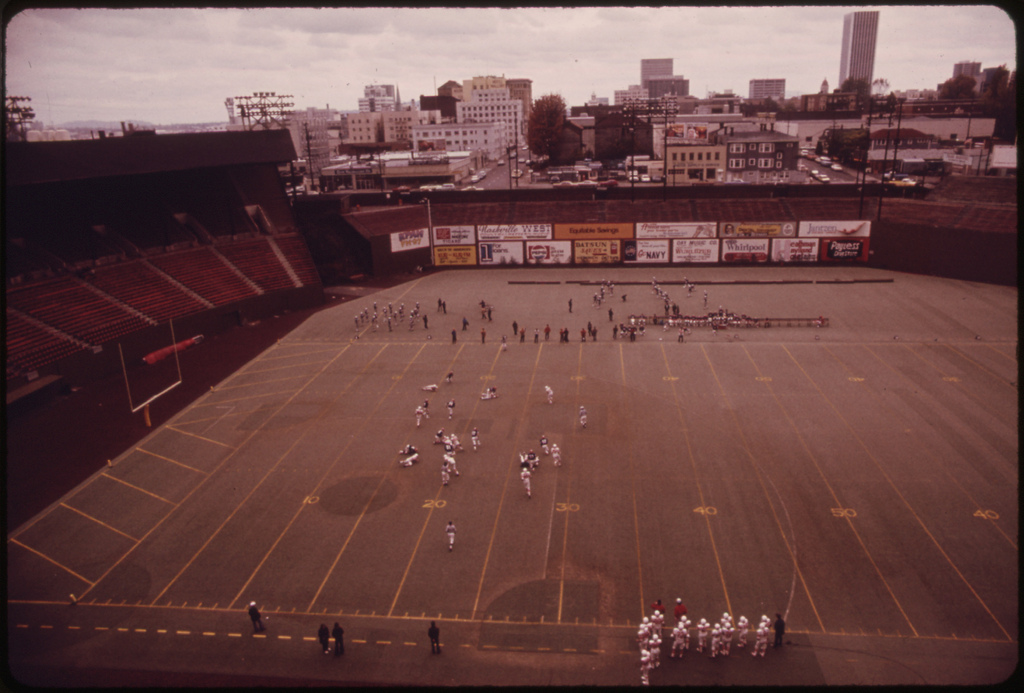
Bild des alten Multnomah Stadium im Oktober 1973
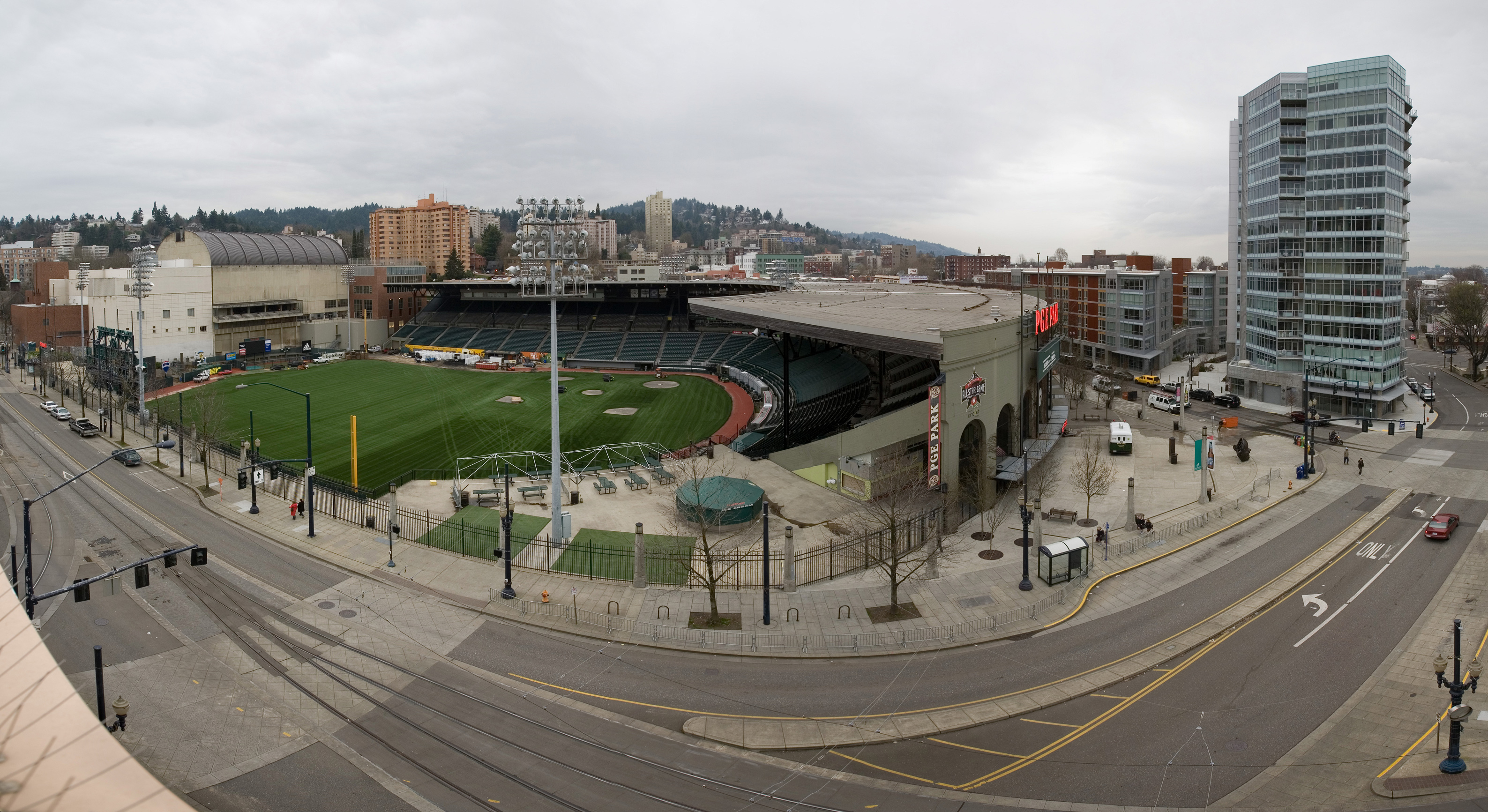
Blick auf den PGE Park (Februar 2008)
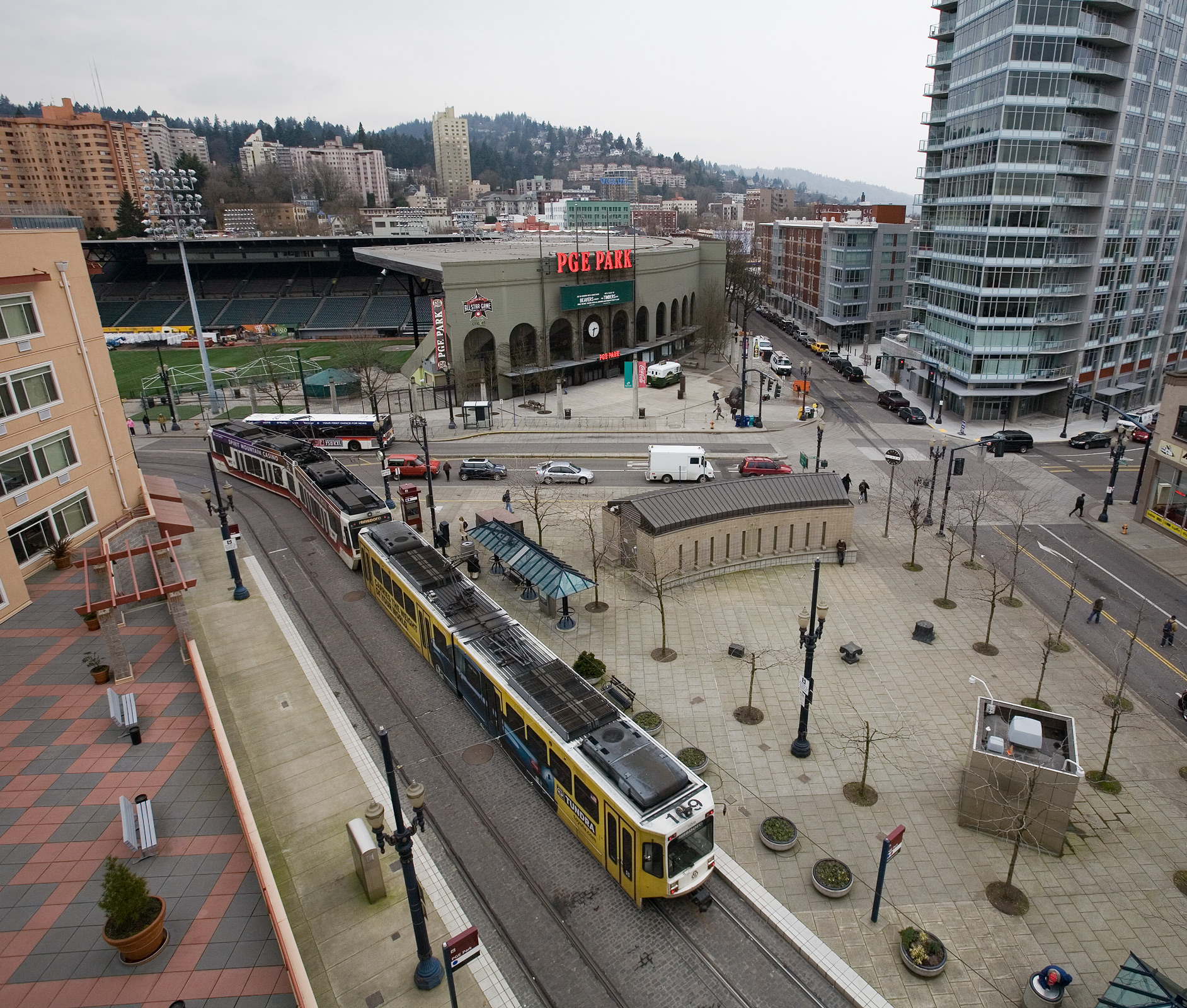
Die MAX Light Rail Station am Stadion (Februar 2008)
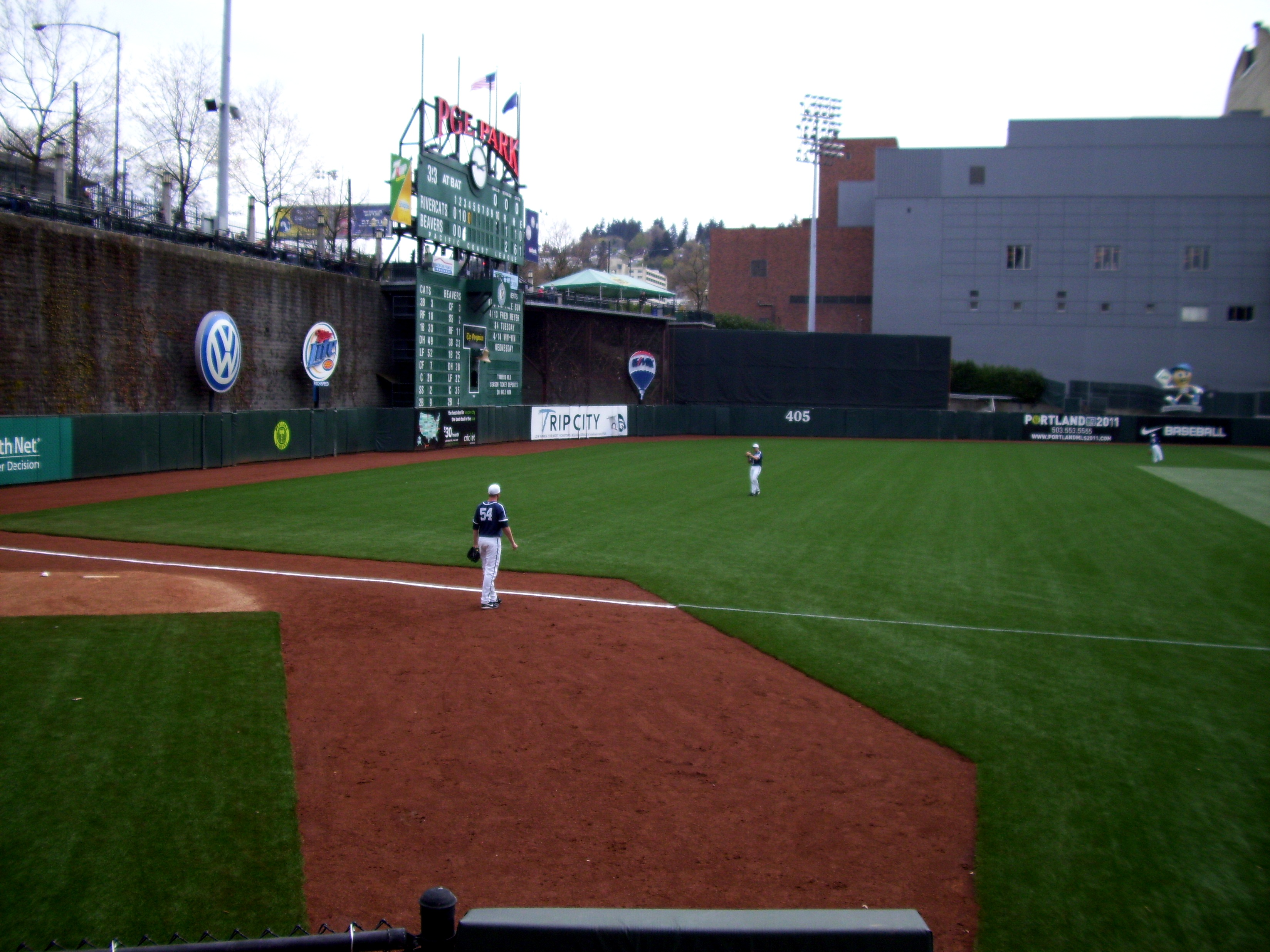
Bullpen und Outfield des PGE Park vor dem Umbau (April 2010)
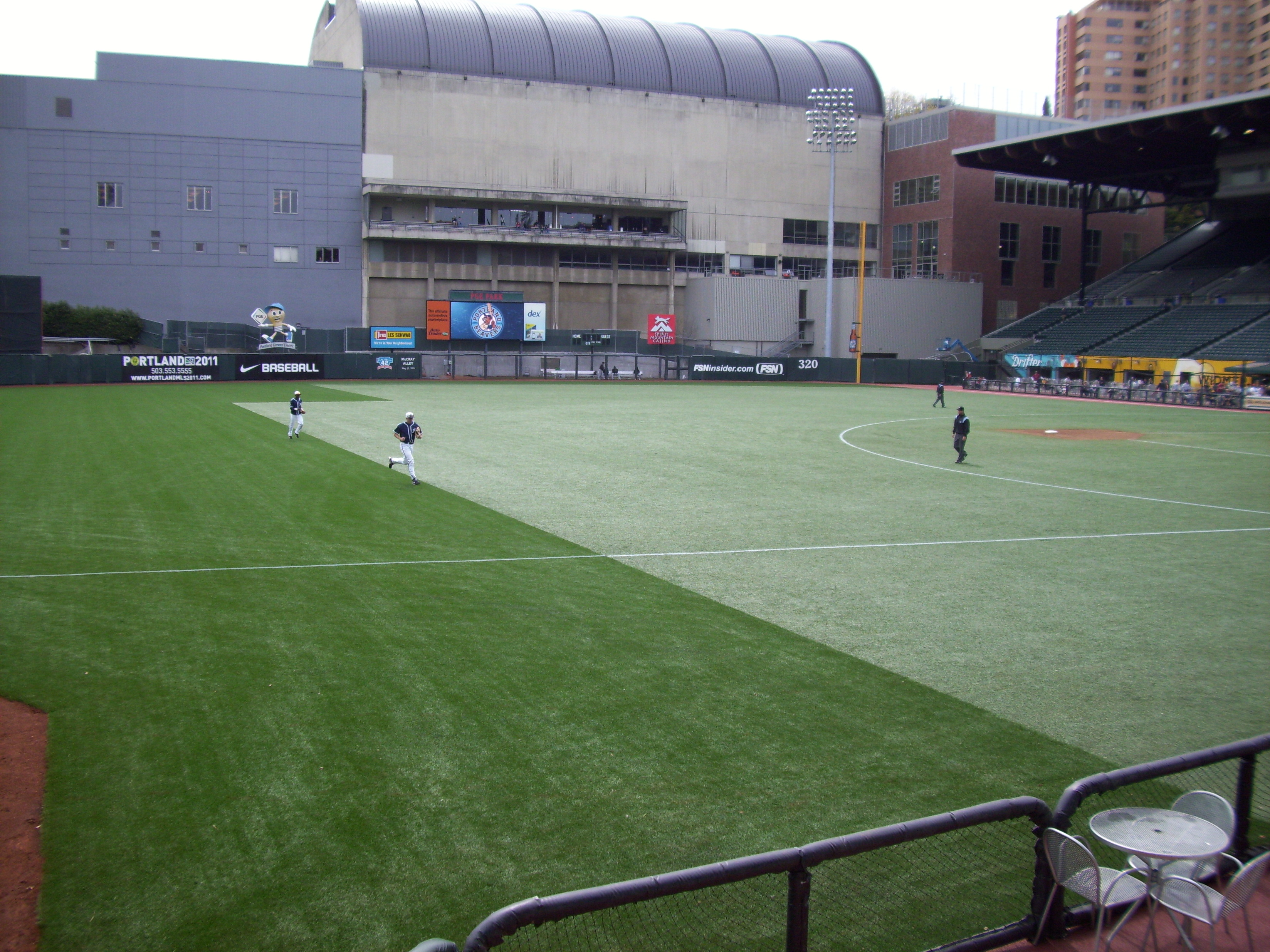
Center und Right Field des PGE Park (April 2010)
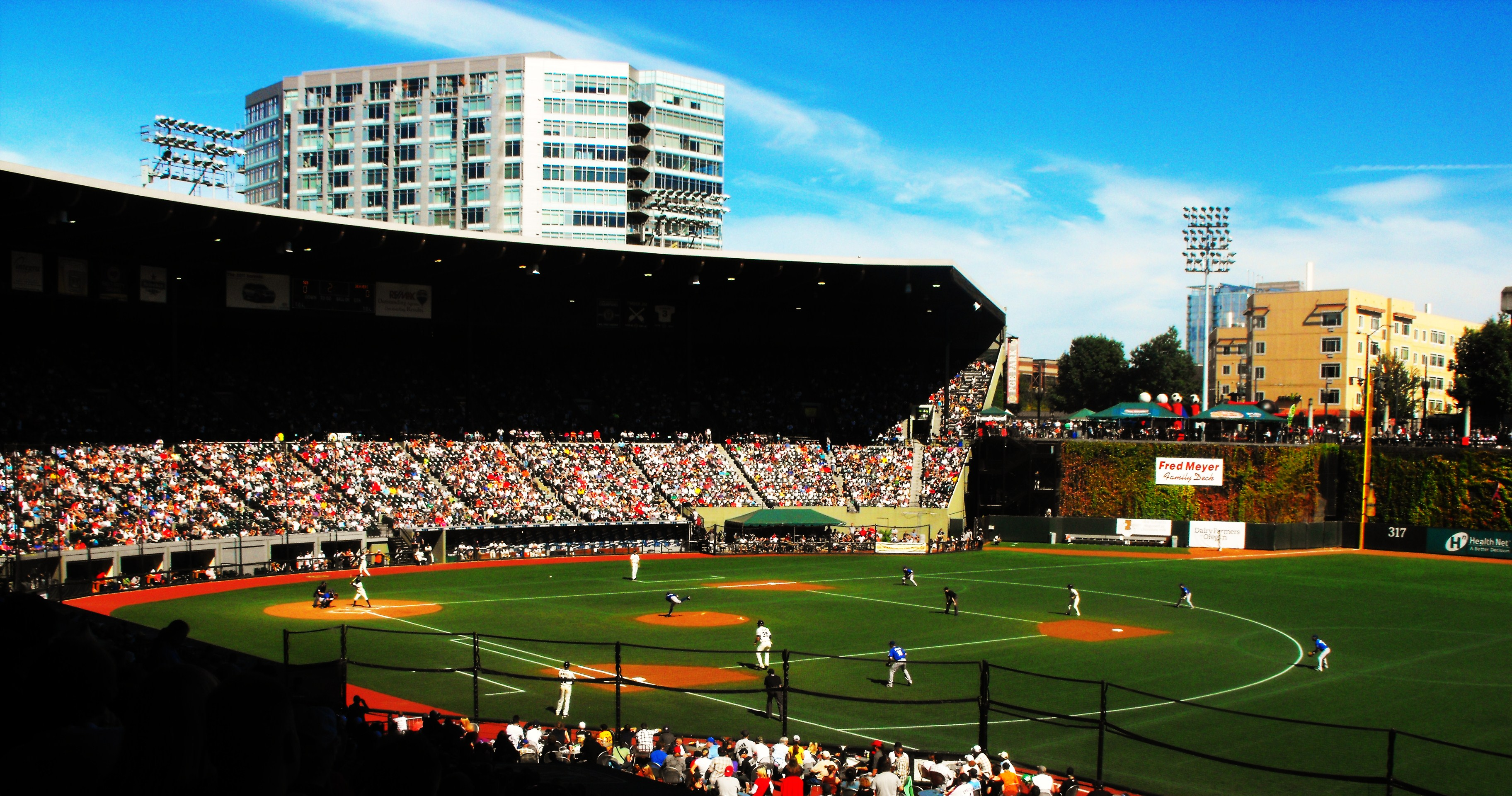
Der PGE Park bei einem Spiel der Portland Beavers im September 2010
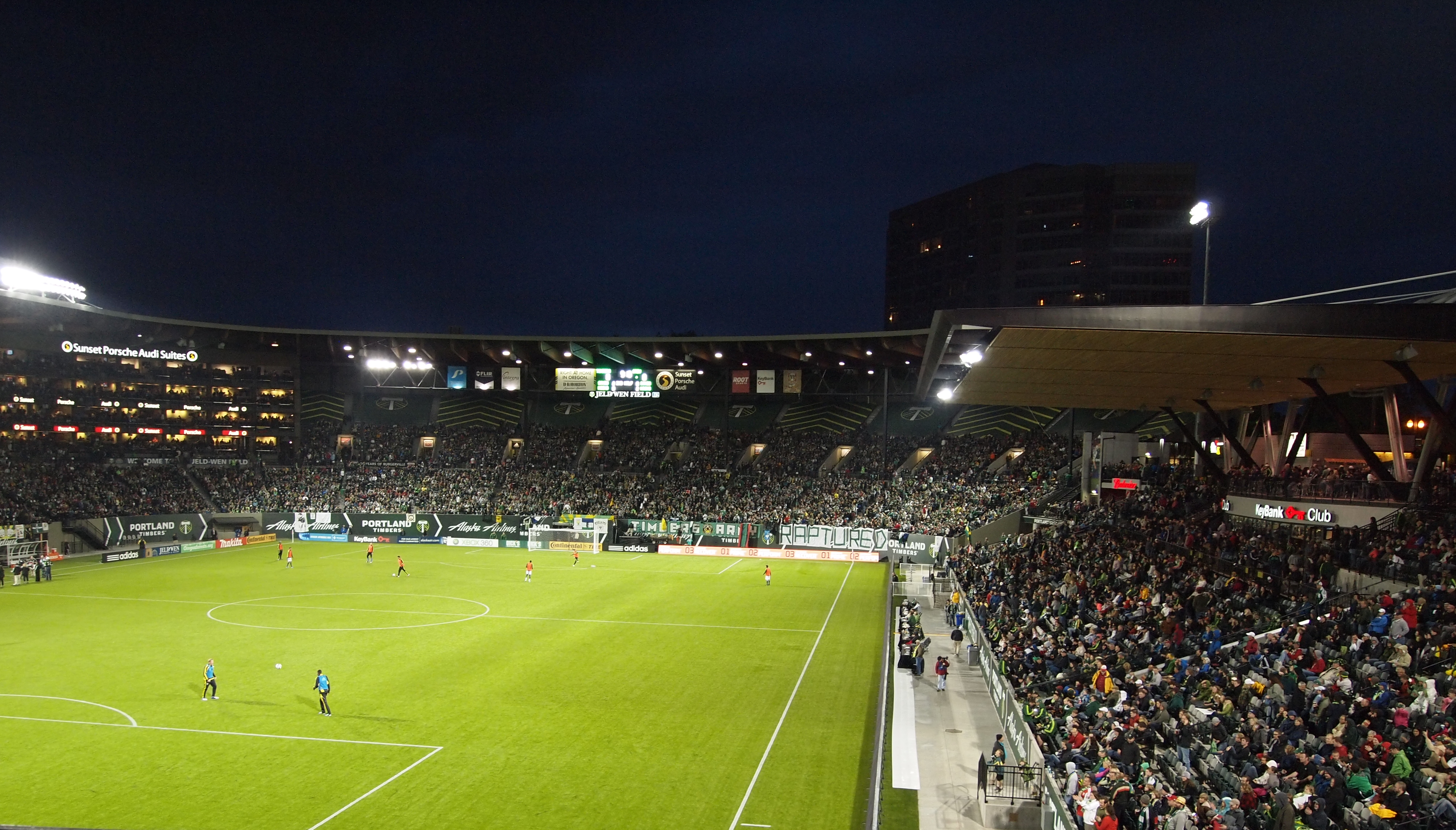
Blick von der Südtribüne während der Halbzeitpause eines Spiels der Portland Timbers im Mai 2011